# Neanderthal 1

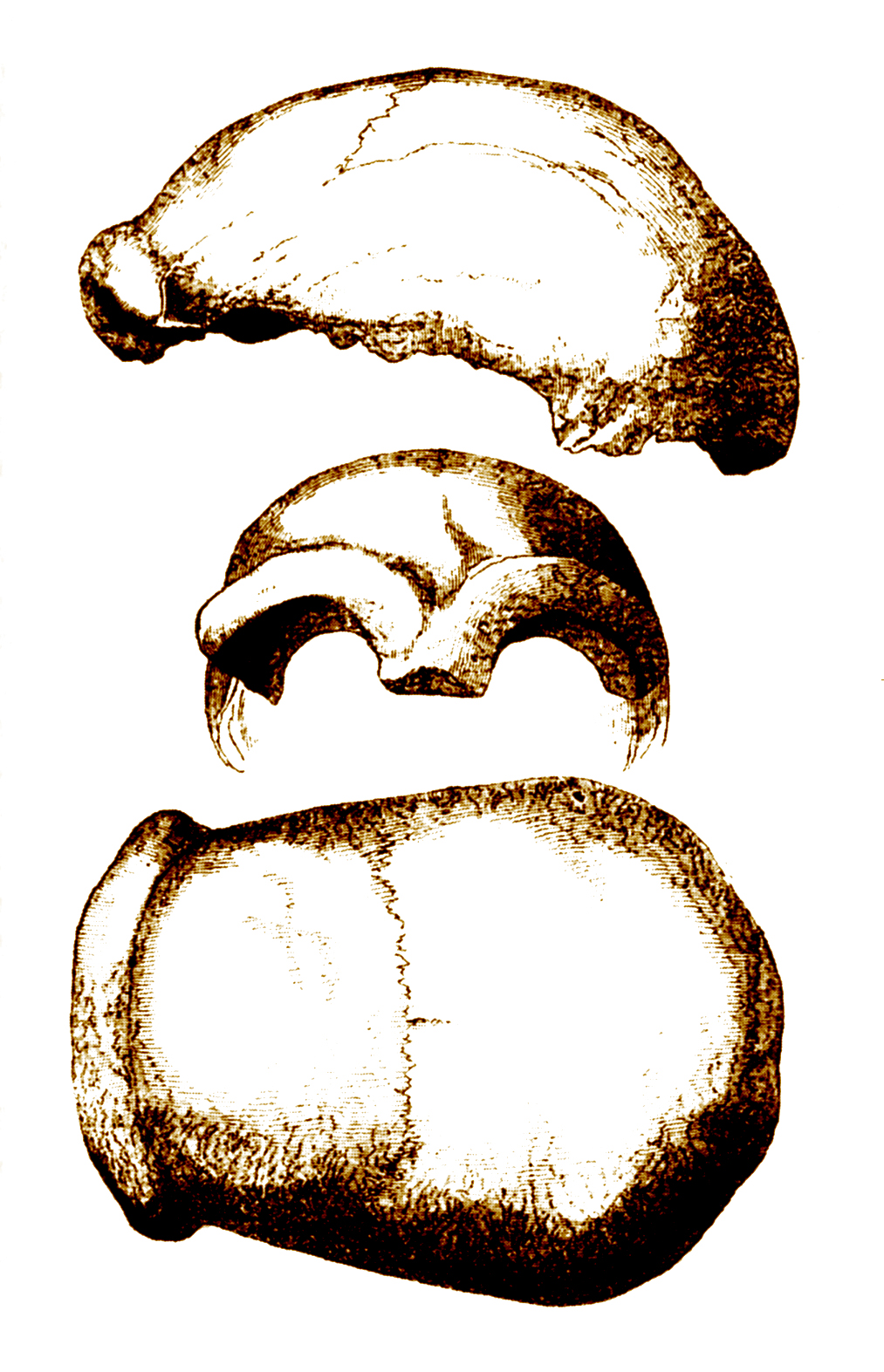
Nákres lebky fosilie Neadrerthal 1

Feldhofer 1 nebo Neanderthal 1 je vědecký název 40 000 let staré fosilie zástupce rodu Homo neanderthalensis nalezené v srpnu 1856 v německé jeskyni Kleine Feldhofer Grotte v údolí Neandertal, 13 km východně od Düsseldorfu. V roce 1864 byl popis fosilie poprvé publikován ve vědeckém časopise a oficiálně pojmenován. Publikace je považována za počátek paleoantropologie jako vědecké disciplíny. Nález však nebyl prvním fosilním nálezem neandertálců. Jiné neandrtálské fosilie byly objeveny dříve, ale jejich skutečná povaha a význam nebyly rozpoznány. Teprve na základě fosilie Neanderthal 1 byl člověk neandrtálský pojmenován. Neanderthal 1 se skládá z lebky, dvou stehenních kostí, tří kostí pravé paže, dvou kostí levé paže, kyčelní kosti a fragmentů lopatky a žeber. Objev učinili těžaři z vápencového lomu. Fosilii od těžařů převzal Johann Carl Fuhlrott, místní učitel a amatérský přírodovědec. První popis ostatků provedl anatom Hermann Schaaffhausen. Oba nález společně oznámili v roce 1857. Fosilie se od roku 1877 uchovává v Rheinisches Landesmuseum Bonn. V roce 1997 poskytla tato fosilie neandrtálské mitochondriální fragmenty DNA. V roce 2000 byla nalezena v lokalitě druhá fosilie člověka neadrtálského nazvaná Neanderthal 2.